# Tebennotoma hirta
Tebennotoma hirta är en stekelart som beskrevs av Sergey A. Belokobylskij 2000. Tebennotoma hirta ingår i släktet Tebennotoma och familjen bracksteklar. Inga underarter finns listade i Catalogue of Life.